# La Maffia du plaisir
Pour plus de détails, voir Fiche technique et Distribution.
La Mafia du plaisir est un film français réalisé par Jean-Claude Roy, sorti en 1971.

## Fiche technique
- Titre français : La Maffia du plaisir ou  Côte d'Azur interdite
- Réalisation : Jean-Claude Roy
- Scénario : Jean-Claude Roy et Dominique Dallayrac
- Musique : Bernard Gérard
- Assistant réalisateur : Yves Ellena, Serge Meynard et Jean Goumain
- Pays d'origine :  France
- Date de sortie : 1971

## Distribution
- Dominique Paturel : Le narrateur (voix)
- Yves Afonso : un naturiste
- Jean-Marie Arnoux : Un participant à la nuit des esclaves
- Michel Fortin : L'automobiliste
- Anne Libert : La coiffeuse
- Michel Dacquin
- Wilfrid Durry
- Raymond Faure
- Evane Hanska
- Pierre Londiche
- Colette Mareuil
- Gaston Meunier